# Dolînske, Oleksandria
Dolînske (în ucraineană Долинське) este o comună în raionul Oleksandria, regiunea Kirovohrad, Ucraina, formată numai din satul de reședință.

## Demografie
Componența lingvistică a comunei Dolînske
     Ucraineană (93,88%)
     Română (5,83%)
     Alte limbi (0,29%)
Conform recensământului din 2001, majoritatea populației comunei Dolînske era vorbitoare de ucraineană (93,88%), existând în minoritate și vorbitori de română (5,83%).